# Ashmanhaugh
Ashmanhaugh – wieś w Anglii, w hrabstwie Norfolk, w dystrykcie North Norfolk. Leży 15 km na północny wschód od Norwich i 173 km na północny wschód od Londynu.
Miejscowość liczy 197 mieszkańców.